# Opština Boljevac
Opština Boljevac (v srbské cyrilici Општина Бољевац) je srbská základní jednotka územní samosprávy ve východním Srbsku, v srbských Karpatech. V roce 2004 zde žilo 15 231 obyvatel.
Opština Bojlevac patří k rozlehlejším územním jednotkám svého typu; je řídce osídlen, hornatá a zalesněná. Obyvatelstvo je většinou srbské národnosti s menšinou Vlachů.

## Sídla
V opštině se nachází celkem 20 sídel.
| - Bačevica - Bogovina - Boljevac - Boljevac Selo - Dobro Polje - Dobrujevac - Ilino | - Jablanica - Krivi Vir - Lukovo - Mali Izvor - Mirovo - Osnić | - Podgorac - Rtanj - Rujište - Savinac - Valakonje - Vrbovac |